# Гуниб (плато)
Гуни́б — плато Большого Кавказа, расположенное в Дагестане, между нижними течениями pек Аварское Койсу и Каракойсу, к западу от аула Гуниб.
Средняя высота плато составляет 1700 м, максимальная достигает 2352 м (гора Гуниб, она же Маяк). В верхней части сложено толщей известняков, отвесные обрывы которых изолируют плато со всех сторон, придавая ему характер естественной крепости. На территории плато много родников, есть водопады и небольшие массивы лесов. С плато видна большая часть горного Дагестана и вершины Главного хребта.
Плато Гуниб характеризуется большим количеством солнечных дней в году (свыше 300) и отсутствием ветров.